# Tagolsheim
Tagolsheim ist eine französische Gemeinde mit 982 Einwohnern (Stand 1. Januar 2022) im Département Haut-Rhin in der Region Grand Est (bis 2015 Elsass). Sie gehört zum Arrondissement Altkirch, zum Kanton Altkirch und zum Gemeindeverband Sundgau.

## Geografie
Die Gemeinde Tagolsheim liegt im Sundgau, südlich von Mülhausen und nordöstlich von Altkirch im Tal des Flusses Ill. Tagolsheim besitzt einen Bahnhof an der Bahnstrecke Paris–Mulhouse, an diesem halten Züge des TER Grand Est und TER Franche-Comté.
Nachbargemeinden von Tagolsheim sind Illfurth im Norden, Luemschwiller im Osten, Walheim im Süden, Aspach im Südwesten sowie Heidwiller im Westen.

## Geschichte
Tagolsheim erscheint in den Urkunden 977 als Dagolfesheim. Auf der Gemarkung wurden bronzezeitliche Urnenfeldgräber, Spuren der Römerzeit und auf dem Willerfeld Gräber der Merowingerzeit entdeckt. Der Weiler Außerdorf und die Dorfkirche gehen auf ein wohl im Dreißigjährigen Krieg abgegangenes Dorf Rollingen zurück. Dessen Einwohner zogen nach der Zerstörung nach Walheim und Tagolsheim. An dieses Dorf erinnert auch der Flurname Rollingermatten.
Bis 1324 gehörte der Ort zur Grafschaft Pfirt und kam dann durch die Heirat der Johanna von Pfirt mit Herzog Albrecht II. von Österreich an Habsburg. Im Westfälischen Frieden 1648 ging der Ort mit dem ganzen elsässischen Besitz der Habsburger an die französische Krone. Von 1871 bis 1918 gehörte der Ort zum Reichsland Elsass-Lothringen.
Im 19. Jahrhundert wurde im Dorf Kalkstein (Haustein) gebrochen, auch arbeitete hier ein Eisenwerk mit Eisenhammer. 1830 wurde mit der Seidenspinnerei begonnen. Für die Seidenraupenzucht wurden Maulbeerbäume gepflanzt.
Früher lag der Dorfplatz an der Ill. Anlässlich einer Bodenuntersuchung wurden dort gefällte Bäume, die in den Boden hineingewachsen waren, gefunden. Darunter war auch eine Linde.

## Bevölkerungsentwicklung
| Jahr      | 1962 | 1968 | 1975 | 1982 | 1990 | 1999 | 2006 | 2019 |
| Einwohner | 440  | 460  | 625  | 698  | 691  | 662  | 632  | 949  |

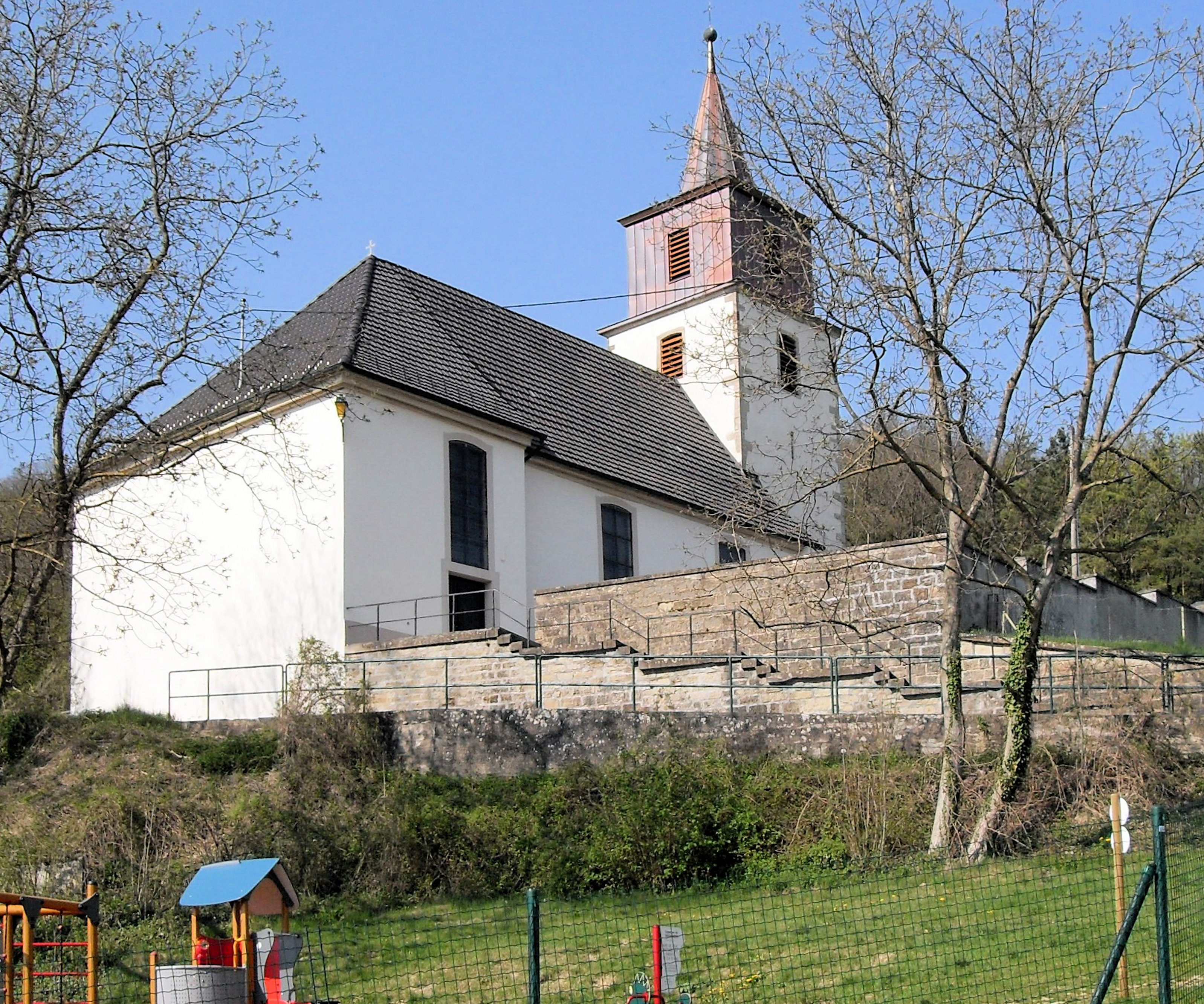
Kirche St. Leodegar
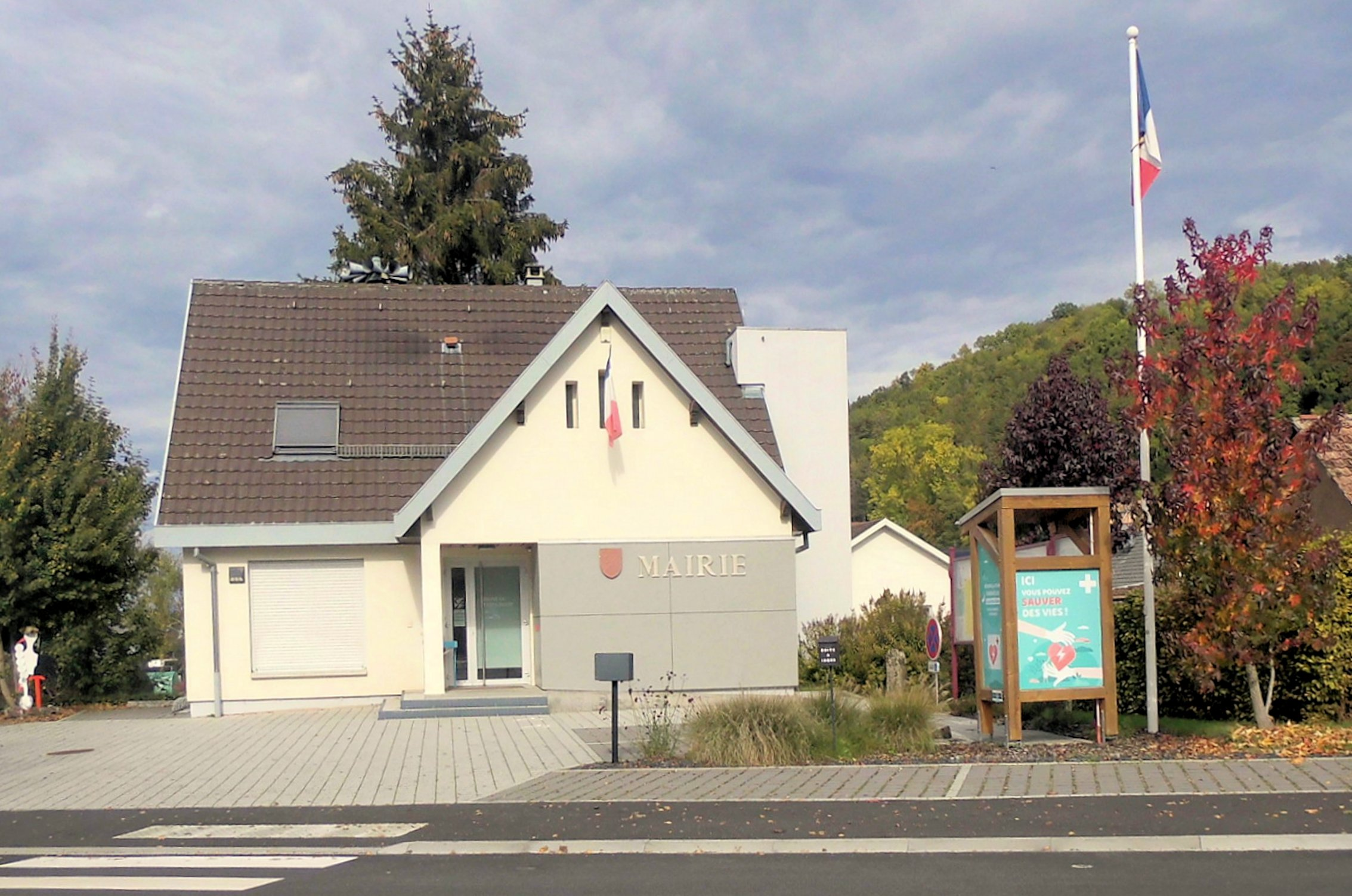
Rathaus

## Bauwerke
Die Sankt Leodegars-Kirche (St.-Léger) wurde 1764 an der Stelle der Rollinger Pfarrkirche neu errichtet. Bis 1920 besaß der Turm noch das im Sundgau traditionelle Satteldach.
Einige wenige Fachwerkhäuser an der Rue Principale, darunter Haus Nr. 26 mit sehr altertümlichem Fachwerk (frühes 17. Jahrhundert?).

## Sehenswürdigkeit
Der Buxberg ist von botanischem und zoologischem Interesse. Der ausgedehnte Buchsbestand (Buxus sempervirens) befindet sich hier an der Nordgrenze seiner Verbreitung. Dazu gesellt sich die wärmeliebende, in unseren Breiten seltene Flaumeiche (Quercus pubescens). Interessant ist auch die Flora des Trockenrasens. Hier gedeihen 140 verschiedene Arten, darunter 10 Orchideenarten. Eine Seltenheit ist die gelb blühende Strauchkronwicke (Coronilla emerus). Außerdem wurden hier 45 Schmetterlingsarten und 57 Vogelarten registriert. Neuerdings wird der Buchs durch die Raupen des Buchsbaumzünslers gefährdet. Buchszweige erscheinen auch im Ortswappen.